# Jonas Ingenohl

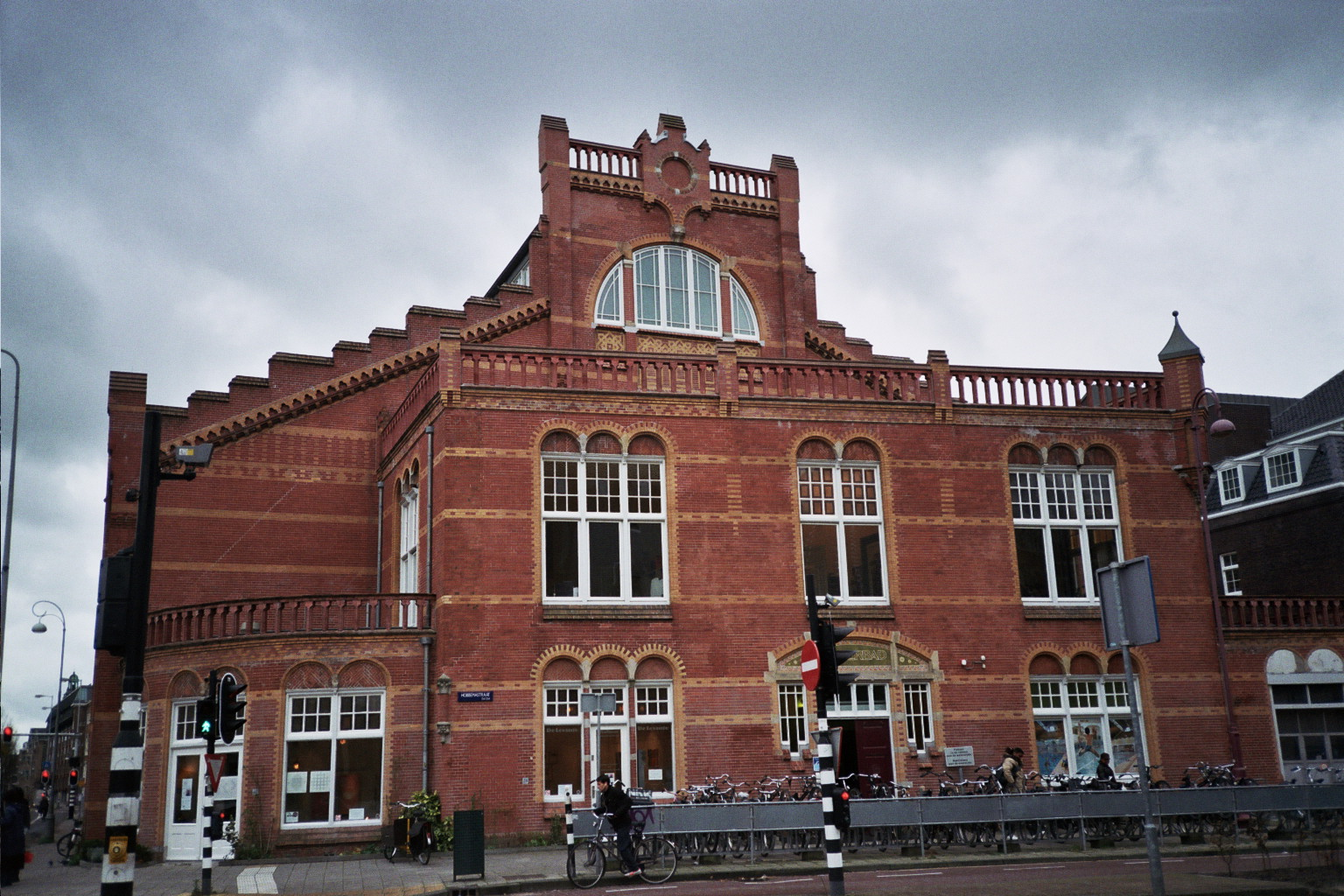
Zuiderbad, Hobbemastraat, Amsterdam.

Jonas (Jos.) Ingenohl (Amsterdam, 2 augustus 1855 – Utrecht, 3 augustus 1925) was een Nederlands architect, verantwoordelijk voor de eerste schoonheidscommissie in Nederland.

## Leven
Ingenohl was een bekende persoonlijkheid op bouwkundig gebied in Amsterdam en speelde een belangrijke rol in het verenigingsleven. In 1892 volgde hij Jan Springer op als voorzitter van architectuurgenootschap Architectura et Amicitia. Onder zijn voorzitterschap verscheen op 7 januari 1893 het eerste nummer van het tijdschrift De Architect, dat vooral de jonge architect moest aanspreken. Toch behoorde Ingenohl, met Springer en Weissman tot de oude garde architecten en voerde hij soms felle debatten met diegenen die vonden dat de architectuur zich radicaal moest vernieuwen. Mede hierdoor trad hij in 1893 alweer af als voorzitter ten gunste van H.G. Janssen.
Aan Ingenohl danken we grotendeels de in 1898 ingestelde eerste schoonheidscommissie in Nederland. Hij vond dat overheidsbemoeiing nodig was 'om het bouwen meer in handen van bevoegden te brengen'. Ook dacht hij dat een schoonheidscommissie een stimulerende werking zou hebben op ontwerpers, wetende dat hun werk op die manier officieel goedgekeurd werd. Ingenohl maakte daarnaast ook deel uit van een gezondheidscommissie en was lid van de Provinciale Staten van Noord-Holland. Verder was hij enkele jaren voorzitter en docent van de afdeling Voortgezet en Hooger Bouwkunst Onderricht van de Rijksakademie van Beeldende Kunsten in Amsterdam en lid van de Bond van Nederlandse Architecten.

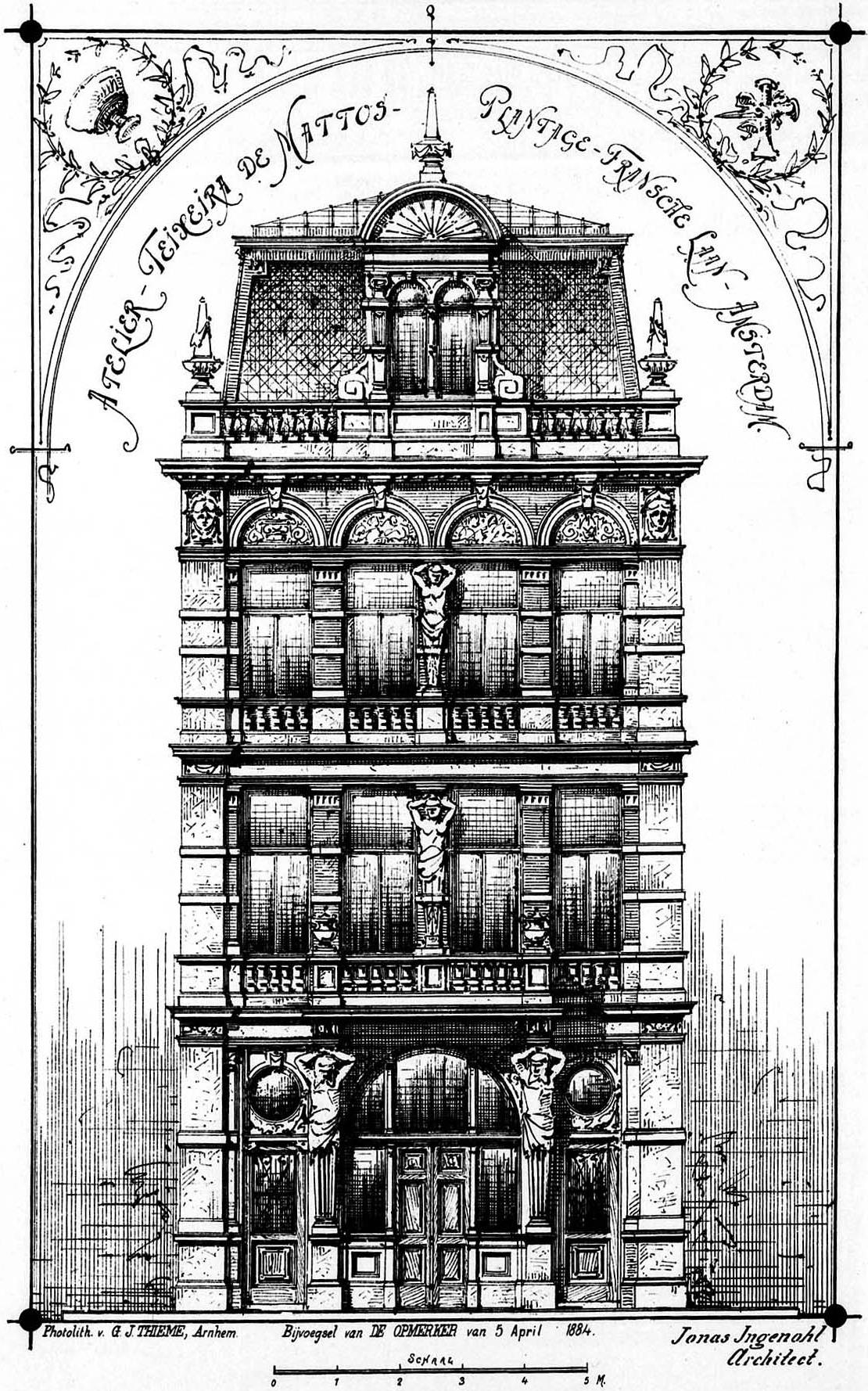
Atelier van H.J. Teixeira de Mattos, Amsterdam.

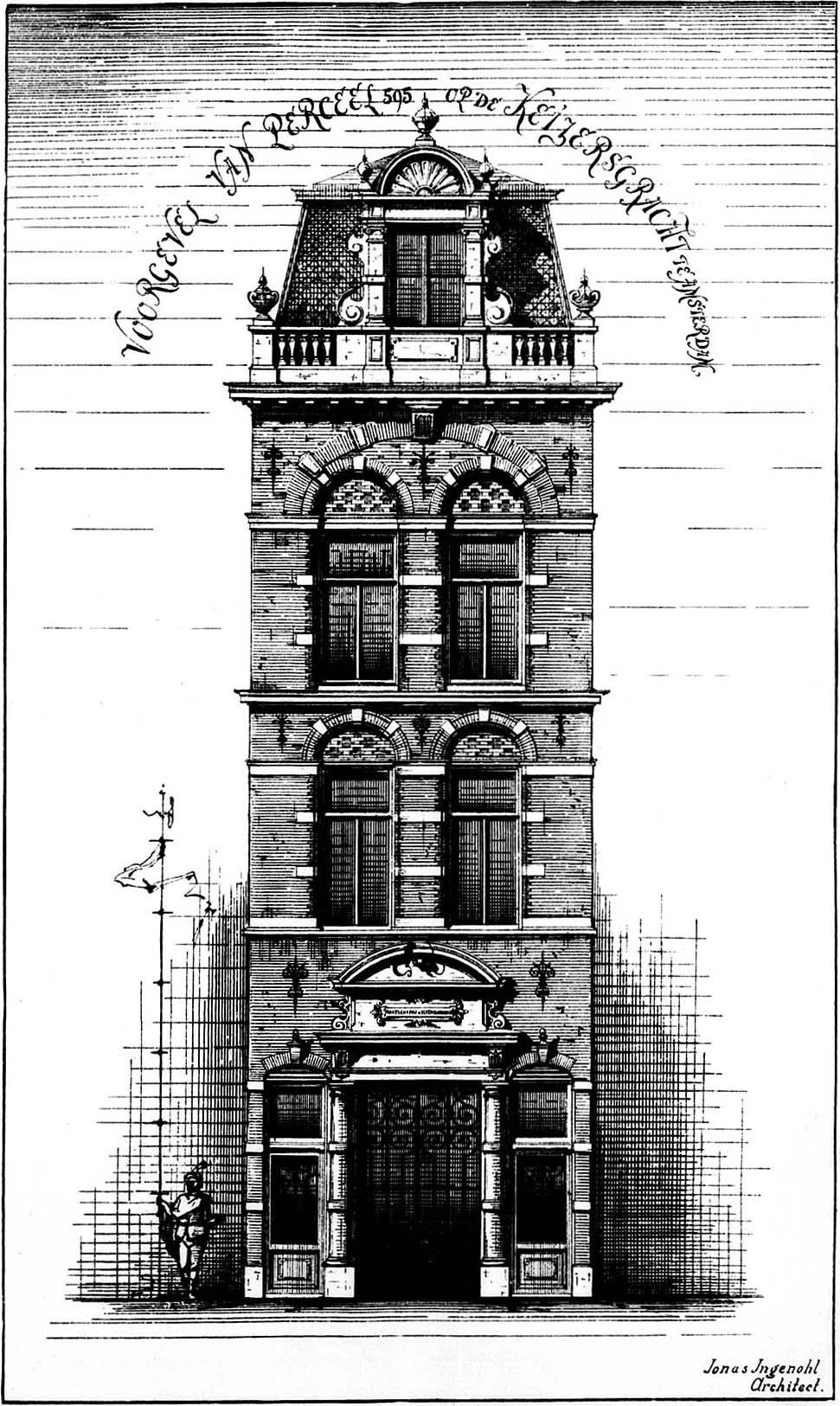
Woonhuis, Keizersgracht 595, Amsterdam.

In 1912 nam Ingenohl samen met J.H. de Groot en W.E.A. van der Pluym zitting in een commissie die de mogelijkheden van een architectuurmuseum moest onderzoeken (zie Nederlands Architectuurinstituut).
Ingenohl was naast architect een fervent sportsman – hij turnde – en musicus – hij speelde kamermuziek samen met zijn partner. Waarschijnlijk door zijn interesse in sport heeft hij veel sportaccommodaties in Amsterdam mogen bouwen, zoals het Zuiderbad bij het Museumplein en het turngebouw aan de Marnixstraat. Ingenohl leidde de laatste tien jaar van zijn leven een teruggetrokken bestaan. Hij overleed op 70-jarige leeftijd.

## Enkele werken
- Turngebouw, Nieuwe Passeerdersstraat 1, Amsterdam (in samenwerking met Karel Muller). 1887. Tussen 1978 en 2020 was er Jeugdtheater De Krakeling gevestigd.
- Bad- en zweminrichting, Heiligeweg, Amsterdam. 1896. Vanaf de jaren negentig van de 20e eeuw staat hier de Kalvertoren.
- Zuiderbad, Hobbemastraat 26, Amsterdam. 1897.
- Fontein Wertheimpark, Wertheimpark, Amsterdam, 1897
- Van Eeghenstraat 103, eigen woonhuis en kantoor, 1899
- Lyceum voor Meisjes [nu Montessori Lyceum Amsterdam], Pieter de Hooghstraat, Amsterdam. 1911 (?).
- O.Z.E.B.I., Biltstraat 4, Utrecht, ca. 1915